# Municipio 2 (condado de Harper)
El municipio 2 (en inglés: Township 2) es un municipio ubicado en el condado de Harper en el estado estadounidense de Kansas. En el año 2010 tenía una población de 115 habitantes y una densidad poblacional de 0,32 personas por km².

## Geografía
El municipio 2 se encuentra ubicado en las coordenadas 37°5′13″N 98°14′32″O / 37.08694, -98.24222. Según la Oficina del Censo de los Estados Unidos, el municipio tiene una superficie total de 364.12 km², de la cual 363.26 km² corresponden a tierra firme y (0.23%) 0.85 km² es agua.

## Demografía
Según el censo de 2010, había 115 personas residiendo en el municipio 2. La densidad de población era de 0,32 hab./km². De los 115 habitantes del municipio 2, el 98.26% eran blancos y el 1.74% pertenecían a dos o más razas.